# Liobagrus andersoni
Liobagrus andersoni és una espècie de peix de la família dels amblicipítids i de l'ordre dels siluriformes.

## Morfologia
- Els mascles poden assolir 15 cm de longitud total.[2][3]

## Hàbitat
És un peix d'aigua dolça i de clima temperat.

## Distribució geogràfica
Es troba a Àsia: Corea del Sud.